# Bataille de Chinhai
Première guerre de l'opium
Batailles
m
- Kowloon
- Chuanbi (1re)
- Chusan (1re)
- Barrière
- Chuanbi (2e)
- Bogue
- Première barre
- Whampoa
- Broadway
- Canton (1re)
- Canton (2e)
- Sanyuanli
- Amoy
- Chusan (2e)
- Chinhai
- Ningpo
- Tzeki
- Chapu
- Woosung
- Chinkiang
- Nerbudda

La bataille de Chinhai (镇海之战, Battle of Chinhai) oppose les forces britanniques et chinoises le 10 octobre 1841 lors de la première guerre de l'opium.
Après avoir dominé le Guangdong et rouvert la ville de Canton au commerce extérieur, les Britanniques cherchent à démontrer leur puissance afin d'imposer la paix à la dynastie Qing avec des concessions de grande envergure. Ils remontent ainsi la côte, capturent Amoy et l'île de Chusan, puis enfin Chinhai qui leur ouvre la route vers le grand port de Ningbo. Pendant la bataille, le commissaire impérial chinois Yuqian (de) réalise la défaite imminente évidente et décide de se suicider. Dissuadé de passer à l'acte par son état-major, il fuit la ville et meurt d'épuisement la même jour à environ 70 km de distance. La défaite chinoise est ensuite imputée au général Yu Pu-yun qui est exécuté après l'affrontement, tandis que Yuqian est montré en exemple par l'empereur pour son sacrifice.

## Contexte
Chinhai est située à l'extrémité sud de la baie de Hangzhou, à l'embouchure de la baie de Yongjiang. La rivière Yong coule dans une gorge entourée de collines des deux côtés et mesure environ un kilomètre de large du côté de la confluence. La route maritime à travers l'estuaire est considérée comme difficile à la navigation en raison de nombreux bancs de sable et hauts-fonds. La ville de Chinhai elle-même se trouve à l'ouest de l'estuaire où le cours d'eau est flanqué de deux collines. Sur l'une d'entre elles, la colline de Zhaobaoshan, se trouve le fort de Weiyuan datant de la dynastie Ming, initialement bâti pour éloigner les pirates. L'autre colline, celle de Jinjishan, située du côté est de la rivière, n'est cependant pas fortifiée. Environ 4 000 soldats et irréguliers se trouvent dans la ville au moment de la guerre de l'opium. Les fortifications comptent 157 canons dont 67 en bronze.
Le commissaire impérial Yuqian (de), envoyé par l'empereur Daoguang pour vaincre les Britanniques, arrive à Chinhai en février 1841 et fait de la ville sa résidence officielle. Il n'a aucune connaissance de l'armée britannique, et suppose, sur la base de rapports, que la géographie de Chinhai fournira une protection adéquate contre une attaque et que les défenses côtières n'ont pas besoin d'être renforcées. Il considère le moral de ses troupes comme un facteur crucial et rapporte à l'empereur que sur la garnison de 4 000 soldats, seuls 1 000 environ sont actuellement fiables. Il tente de remonter le moral en jurant allégeance à ses officiers et en exécutant publiquement des marins britanniques capturés.
En juin 1841, alors que Yuqian est temporairement absent de Chinhai en raison de sa nomination au poste de gouverneur général, le gouverneur de la province du Zhenjiang, Liu Yunke, et le commandant militaire de la province, Yu Pu-yun, continuent de renforcer les défenses et font installer deux nouvelles batteries d'artillerie de sacs de sable au pied de la colline de Zhaobaoshan. De même, sur la colline opposée, celle de Jinishan, ils postent une garnison sous le commandement de Xie Chao'en. Les défenses de la colline sont renforcées par une fortification en terrassement en monticule sur le côté nord. Le mur de la ville lui-même est renforcé avec des sacs de sable.
Après la deuxième capture de Chusan le 1er octobre 1841, le corps expéditionnaire britannique se tourne vers le continent. Le 8 octobre, la flotte britannique se rassemble au récif de Huangniu. Elle atteint Chinhai le 9 octobre. Le même jour, le commandant de l'armée, Hugh Gough, et le commandant de la marine, William Parker, effectuent une reconnaissance conjointe du site. Ils conçoivent un plan de bataille pour attaquer les deux collines de l'estuaire avec des forces terrestres pendant que la flotte bombarde les défenses.

## Bataille
A l'aube du 10 octobre 1841, la flotte britannique lance son attaque. Les Britanniques débarquent 1 070 soldats à environ 3 kilomètres à l'ouest de la colline de Jinishan qu'ils capturent rapidement. Le commandant local Xie Chao'en est tué au combat. Au même moment, la flotte noie la colline de Zhaobaoshan sous le feu de son artillerie. Après un bombardement de plusieurs heures, les Britanniques réussissent à détruire presque complètement les fortifications. La colline est ensuite rapidement capturée par environ 770 marines qui ont débarqué.
Le commissaire impérial Yuqian observe la bataille depuis le côté est des murailles de la ville de Chinhai. Lorsque les troupes britanniques arrivent, il ordonne une contre-attaque, qui ne se concrétise pas. Compte tenu de la supériorité de feu surprenante des forces britanniques, il en vient rapidement à la conclusion que la bataille est perdue. Il décide de se suicider, mais en est dissuadé par son état-major. Il fuit alors la ville et meurt d'épuisement le même jour à environ 70 km de distance. Durant sa fuite, la résistance militaire chinoise cède en début d'après-midi.

## Conséquences
Il n'y a pas de statistiques officielles sur les pertes de l'armée Qing. Des témoins britanniques estiment les pertes chinoises à plusieurs centaines de morts. Il existe deux sources contradictoires sur les pertes britanniques. On parle de 3 morts et 16 blessés d'un côté et de 16 morts et plusieurs blessés d'une autre. La conquête de Chinhai ouvre la route au corps expéditionnaire britannique vers Ningbo, qu'il capture quelques jours plus tard sans combat.
Du côté chinois, le commandant survivant des troupes sur la colline de Zhaobaoshan, Yu Pu-yun, est blâmé pour la défaite. Il avait une relation de travail difficile avec Yuqian avant la bataille et n'était pas d'accord avec lui sur la nécessité de fortifier le site et sur le traitement des prisonniers de guerre. Il est exécuté après la bataille sur les ordres de l'empereur. Yuqian est montré en exemple par l'empereur pour son sacrifice.

## Galerie

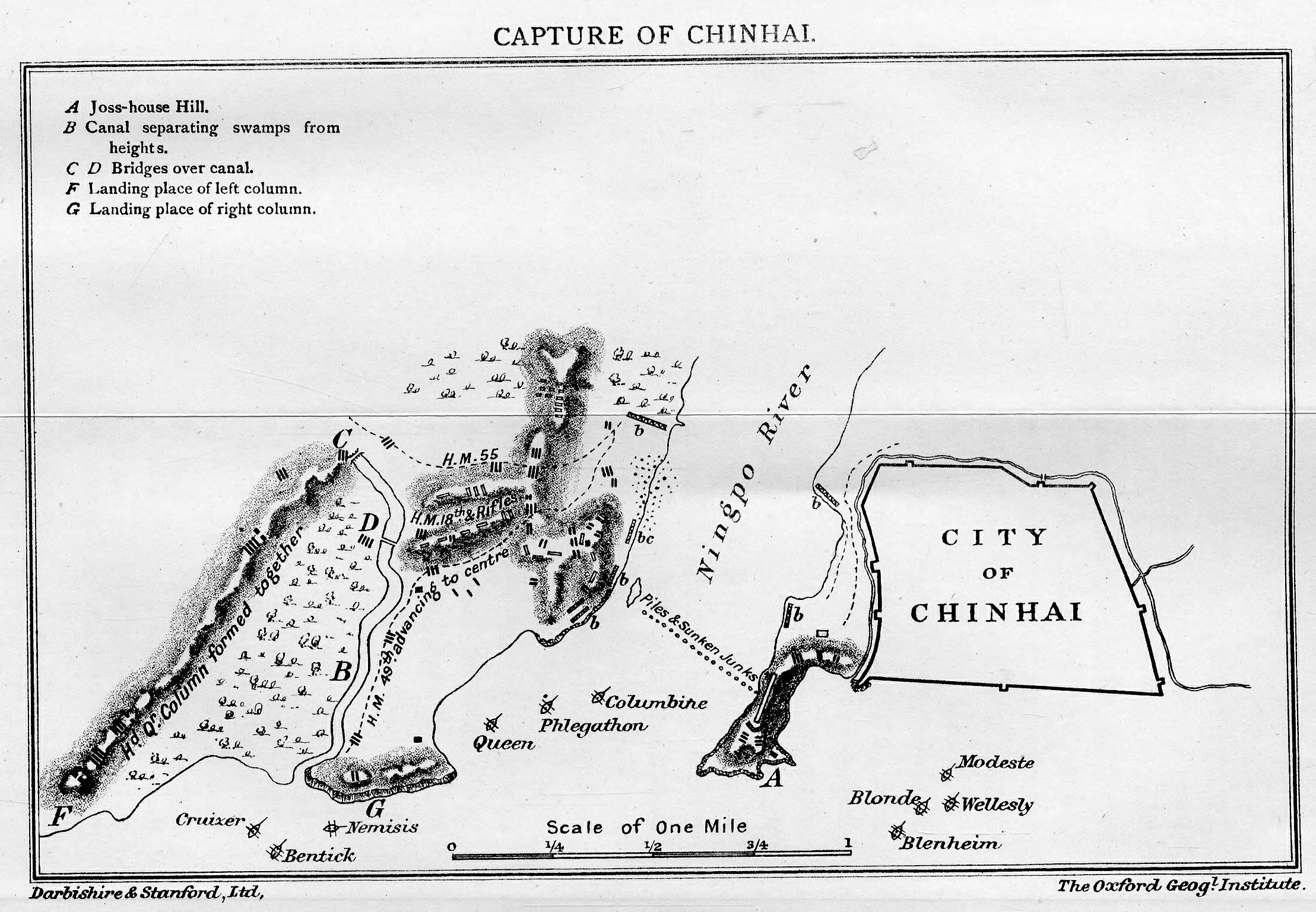
Plan de la bataille
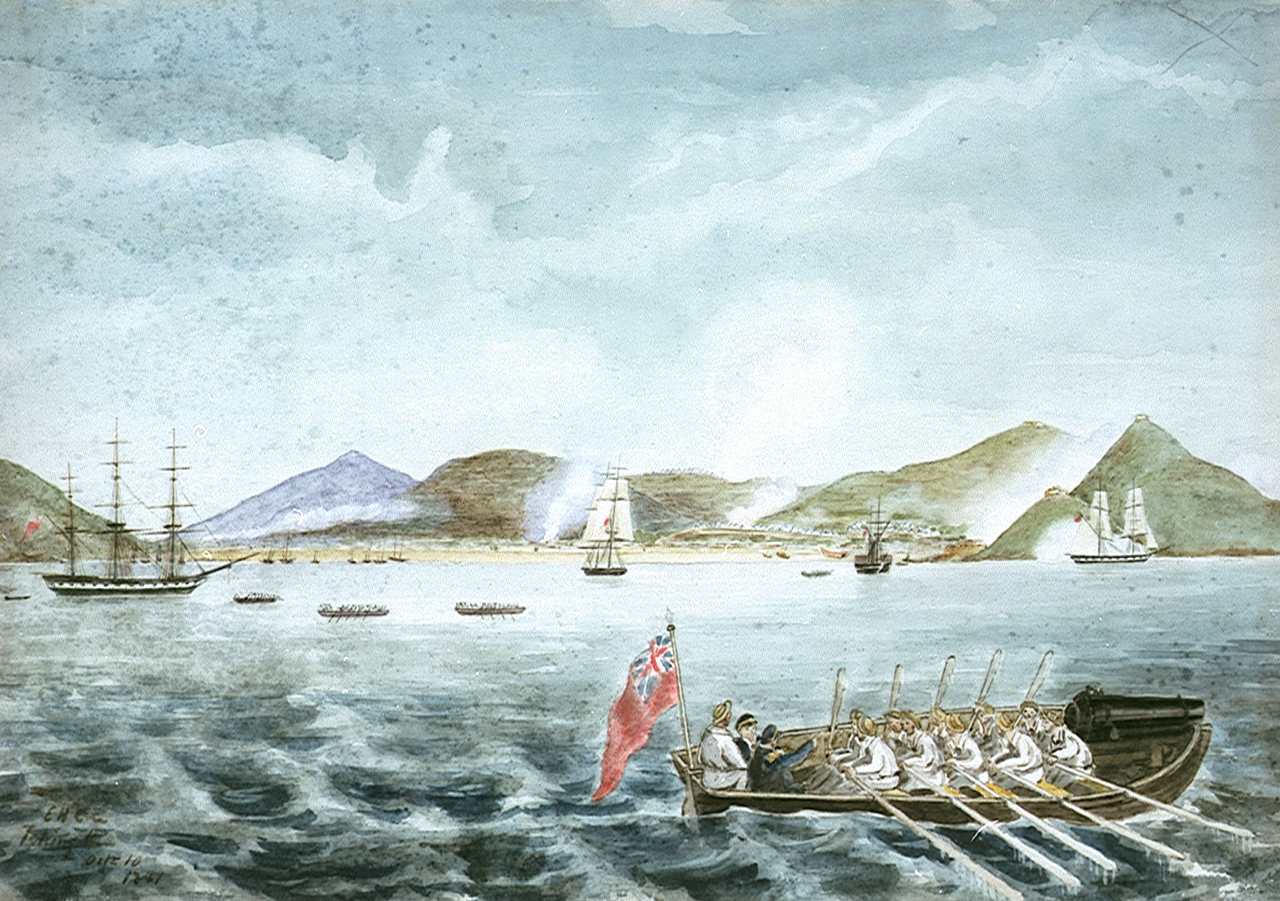
Barque britannique à Chinhai
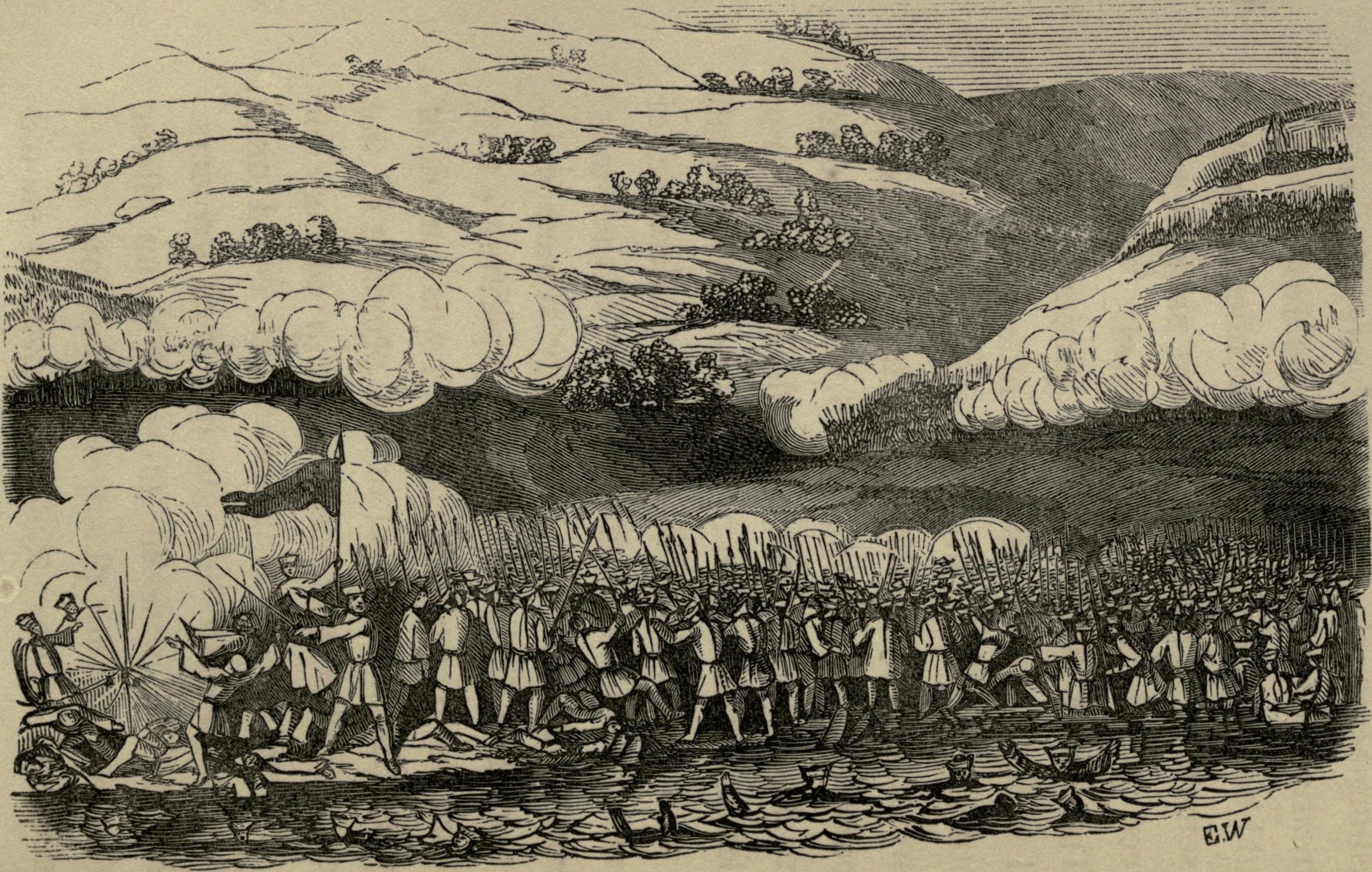
La bataille terrestre